# Cerastium floccosum
Cerastium floccosum är en nejlikväxtart som beskrevs av George Bentham. Cerastium floccosum ingår i släktet arvar, och familjen nejlikväxter. Inga underarter finns listade i Catalogue of Life.